# Орли-Цесін
Орли-Цесін (пол. Orły-Cesin) — село в Польщі, у гміні Сохачев Сохачевського повіту Мазовецького воєводства.
Населення — 144 особи (2011).
У 1975-1998 роках село належало до Скерневицького воєводства.

## Демографія
Демографічна структура станом на 31 березня 2011 року:
|          | Загалом | Допрацездатний вік | Працездатний вік | Постпрацездатний вік |
| -------- | ------- | ------------------ | ---------------- | -------------------- |
| Чоловіки | 72      | 16                 | 43               | 13                   |
| Жінки    | 72      | 11                 | 44               | 17                   |
| Разом    | 144     | 27                 | 87               | 30                   |